# Kimchi jjigae
Il kimchi jjigae (김치찌개?, 辛奇汤 (辛奇锅)?, gimchi jjigaeLR, kimch'i tchigaeMR) è un jjigae (stufato) della cucina coreana preparato con il kimchi.

## Preparazione
Esistono diversi tipi di kimchi con differenti gradi di fermentazione: per il kimchi jjigae si usa il kimchi fresco di cavolo, che viene sciacquato leggermente, tagliato in strisce da 4-5 centimetri e messo in una pentola di pietra con bocconi di carne (di manzo o maiale), tofu, cipolotti e aglio affettati, gomasio, pepe in polvere e semi di sesamo. Dopo averli fatti rosolare in un po' d'olio, si aggiungono acqua e salsa di soia e viene lasciato bollire a lungo finché non diventa morbido.
Può essere reso più saporito aggiungendo dongchimi (kimchi acquoso poco fermentato), kkakdugi (kimchi a cubetti), doenjang e gochujang, oppure usando le acciughe al posto della carne.

## Consumo
Il kimchi jjigae è lo stufato rappresentativo della cucina coreana: viene consumato giornalmente ed è servito ancora caldo nella pentola dov'è stato cotto.

## Storia
Ipotesi sull'origine del kimchi jjigae suggeriscono che sia nato per non mangiare crudo il kimchi, oppure per consumare quello avanzato o inacidito. Si presume che sia stato preparato per la prima volta durante il medio periodo Joseon in corrispondenza con l'introduzione in Corea del peperoncino. Viene descritto per la prima volta con il nome di kimchi jochi (김치조치?) nel Siuijeonseo, un ricettario del tardo XIX secolo.